# Speed garage
Speed garage (іноді відомий як Plus-8) — жанр електронної танцювальної музики, що пов'язаний з британським жанром герідж.

## Опис
Цей стиль схожий на герідж-хауз у поєднанні з брейкбітом. Музика має ламані і важкі баси, на які справили великий вплив стилі джанґл і реггі. Активне використання басів взагалі типове для цього стилю. Схожа басова лінія часто зустрічається в брейкбіті. 
В speed garage можна почути і розтягнутий або «рваний» вокал. Згодом в треках speed garage все частіше стали використовувати дабові звуки на кшталт пострілів і звуків сирен, це сталось під впливом того ж джанґла.
Музичний продюсер, діджей та реміксер Арманд Ван Хельден, чий мікс 1996-го року в стилі Dark Garage на трек Sneaker Pimps під назвою «Spin Spin Sugar» вважається таким, що надав великої популярності стилю і привернув до нього увагу мейнстрим-сцени. 